# Jerzy Makarewicz
Jerzy Makarewicz (sinh năm 1907 tại Vienna - mất năm 1944 tại Kraków) là một họa sĩ người Ba Lan.
Năm 1929, Jerzy Makarewicz bắt đầu theo học tại Học viện Mỹ thuật Jan Matejko ở Kraków và làm học trò của Władysław Jarocki. Tuy nhiên, do ủng hộ các tác phẩm nghệ thuật của Stanisław Szukalski nên ông bị đuổi học. Jerzy Makarewicz chuyển đến học tại Trường Mỹ thuật ở Warsaw và trở thành học trò của Tadeusz Pruszkowski. Sau khi hoàn thành chương trình học, ông chuyển đến Kraków và theo học họa sĩ Fryderyk Pautsch. Năm 1936, Jerzy Makarewicz mua lại một chiếc xe của gánh xiếc và tạo ra một xưởng vẽ di động (wędrująca Practiceownia) nhằm giúp ông có thể làm việc kết hợp du lịch. Năm 1943, ông bị bắt và bị cầm tù ở Kraków. Năm sau, ông bị sát hại tại trại tập trung Kraków-Płaszów.
Jerzy Makarewicz chuyên vẽ tranh tĩnh vật, tranh chân dung và tranh phong cảnh. Ông lấy cảm hứng từ những bức tranh của các họa sĩ Sơ khai Flemish, chính điều này làm tăng thêm sức nặng cho loại màu ông sử dụng khi vẽ. Năm 1973, các tác phẩm của Jerzy Makarewicz được triển lãm tại Hội những người bạn Mỹ thuật Kraków (Towarzystwo Przyjaciół Sztuk Pięknych).
Ông là con của Juliusz Makarewicz (1854-1936) và là anh trai của Maciej Makarewicz (1912-2009).

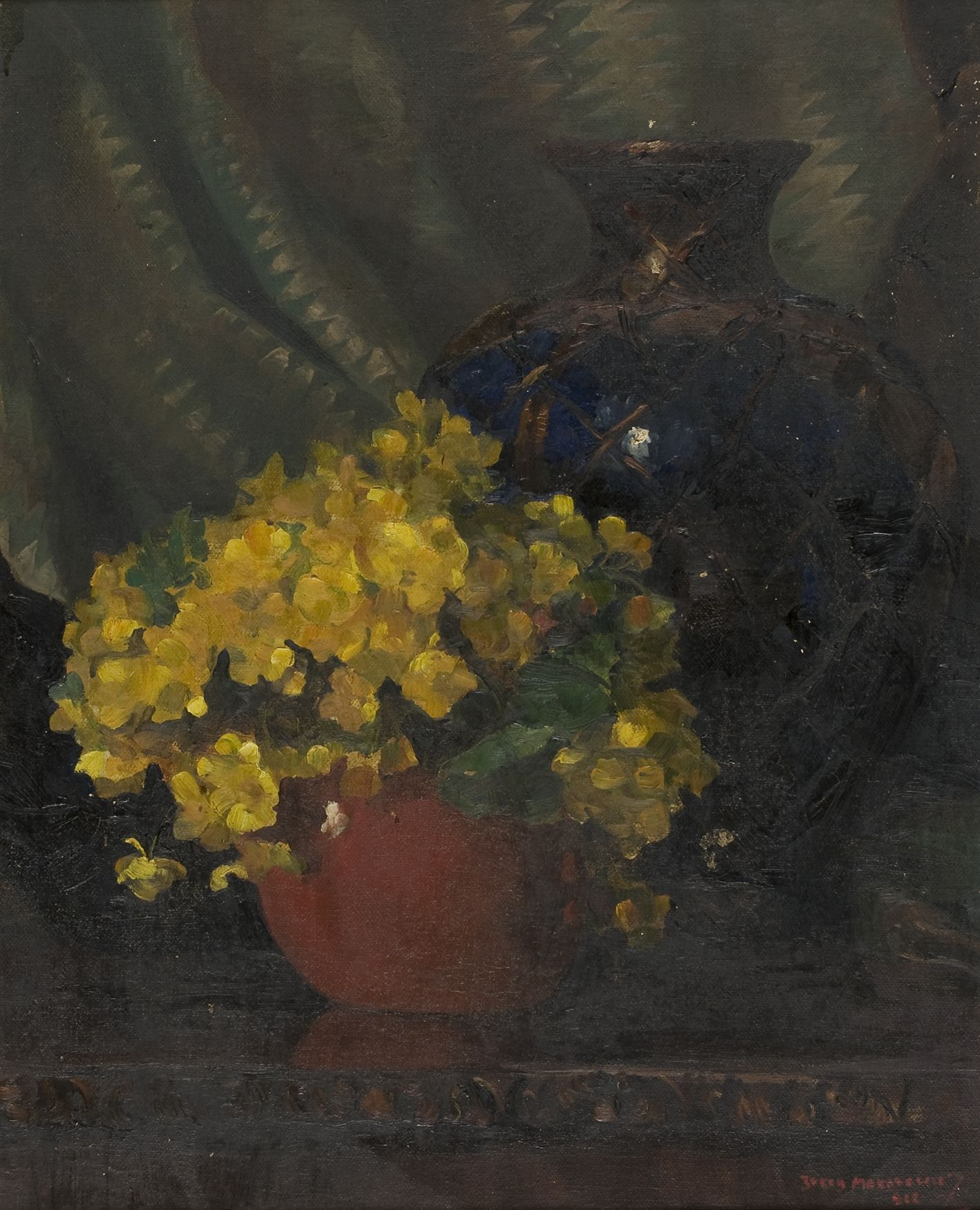
Cúc vàng (1922)
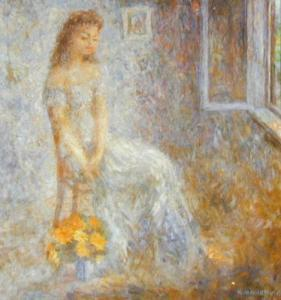
Chân dung Lidia Zamków (1942)